# Eva Sršen
Eva Sršen (Lubiana, 1951) è una cantante slovena.
Ha partecipato all'Eurovision Song Contest 1970 con il brano Pridi, Dala Ti Bom Cvet, in rappresentanza della Jugoslavia, classificandosi all'undicesimo posto.